# Gouvernement Feijóo II
Galice
Feijóo I Feijóo III
Le gouvernement Feijóo II (en espagnol : Segundo Gobierno Feijóo, en galicien : Segundo Goberno Feijóo) est le gouvernement autonome de Galice entre le 3 décembre 2012 et le 14 novembre 2016, sous la IXe législature du Parlement.
Il est dirigé par le conservateur Alberto Núñez Feijóo, après la victoire du PP à la majorité absolue lors des élections parlementaires. Il succède au gouvernement Feijóo I et cède le pouvoir au troisième gouvernement Feijóo, à la suite de la nouvelle victoire du PP aux élections de 2016.

## Historique
Ce gouvernement est dirigé par le président de la Junte de Galice conservateur sortant Alberto Núñez Feijóo. Il est constitué et soutenu par le Parti populaire (PP). Seul, il dispose de 41 députés sur 75, soit 54,7 % des sièges du Parlement.
Il est formé à la suite des élections parlementaires du 21 octobre 2012.
Il succède donc au gouvernement Feijóo I, également constitué et soutenu par le seul Parti populaire.

### Formation
À la suite d'une réunion extraordinaire du conseil de gouvernement, Alberto Núñez Feijóo indique le 27 août 2012 qu'il compte dissoudre le Parlement et organiser des élections anticipées le 21 octobre suivant, soit le même jour que les élections au Parlement basque. Le scrutin parlementaire apporte une victoire claire au Parti populaire, qui fait élire 41 députés sur 75, soit trois mandats de plus que dans la législature sortante.
Le 29 novembre suivant, Alberto Núñez Feijóo obtient l'investiture du Parlement pour un second mandat par 41 voix favorables contre 34. Il est assermenté deux jours plus tard, au siège du Parlement, en présence notamment de la vice-présidente du gouvernement espagnol, Soraya Sáenz de Santamaría. Il préside à la prise de fonction de son deuxième cabinet, toujours composé de huit membres et qui intègre comme seul nouvel entrant le conseiller à l'Économie Francisco Conde (es), le 3 décembre.

### Remaniements
Après que Agustín Hernández a été désigné pour devenir le nouveau maire de Saint-Jacques-de-Compostelle, Alberto Núñez Feijóo organise le 18 juin 2014 la première altération à la composition du gouvernement autonome, en nommant la directrice de l'Agence des infrastructures, Ethel Vázquez (gl), comme conseillère à l'Environnement, au Territoire et aux Infrastructures.
Le président de la Junte procède à un premier remaniement de son exécutif le 10 février 2015, en relevant de leurs fonctions la conseillère aux Finances Elena Muñoz (gl) et le conseiller à l'Éducation Jesús Vázquez Abad (es), candidats du Parti populaire aux élections municipales à Vigo et à Ourense, respectivement. Il les remplace par Valeriano Martínez García (es), jusqu'alors secrétaire général de la Présidence, et Román Rodríguez González (gl), député et adjoint au maire de Lalín.
Le 5 octobre suivant, Alberto Núñez Feijóo annonce de manière totalement inattendue un important remaniement gouvernemental, le plus important depuis son accession au pouvoir en 2009, qui augmente de huit à dix le nombre de départements exécutifs (consellerías) en séparant le méga-département de l'Environnement en deux entités distinctes et en divisant de nouveau le département du Monde rural et de la Mer, tandis que le département du Travail perd ses compétences sur l'emploi au profit du département de l'Économie et prend le titre de département de la Politique sociale. Les maires de Baiona, Jesús Vázquez Almuíña (gl), et Melide, Ángeles Vázquez Mejuto (es), ainsi que l'ancien maire de Ferrol, José Manuel Rey Varela (es), intègrent la Junte.

### Succession
Alberto Núñez Feijóo fait savoir le 1er août 2016, après une réunion extraordinaire du conseil de gouvernement, qu'il entend convoquer les élections parlementaires pour le 25 septembre suivant. Il reconduit ainsi la tradition de faire convoquer le scrutin galicien avec celui du Pays basque et renonce donc à disposer d'un calendrier électoral en propre, avec des élections initialement annoncées pour le mois d'octobre. Les urnes confortent le président sortant, en accordant de nouveau au Parti populaire 41 députés sur 75, tandis que le parti En Marea devance en suffrages le Parti socialiste.
Le 10 novembre, Alberto Núñez Feijóo obtient l'investiture du Parlement pour un troisième mandat consécutif avec le soutien des seuls députés du PP, puis il prête serment deux jours plus tard dans l'enceinte parlementaire, devant notamment le président du gouvernement Mariano Rajoy et la présidente du Congrès des députés Ana Pastor. Il indique le 13 novembre que la composition de son troisième gouvernement, qui entre en fonction un jour après, sera identique à celle de l'exécutif sortant.

## Composition

### Initiale (3 décembre 2012)
- Par rapport au gouvernement Feijóo I, les nouveaux conseillers sont indiqués en gras, ceux ayant changé d'attributions le sont en italique.

| Fonction                                                                                 | Titulaire | Titulaire                                                                                    | Parti |
| ---------------------------------------------------------------------------------------- | --------- | -------------------------------------------------------------------------------------------- | ----- |
| Président de la Junte                                                                    |           | Alberto Núñez Feijóo                                                                         | PP    |
| Vice-président Conseiller à la Présidence, aux Administrations publiques et à la Justice |           | Alfonso Rueda Valenzuela                                                                     | PP    |
| Conseillère aux Finances                                                                 |           | Elena Muñoz Fonteriz (gl)                                                                    | PP    |
| Conseiller à l'Environnement, au Territoire et aux Infrastructures                       |           | Agustín Hernández Fernández de Rojas (jusqu'au 18/06/2014) Ethel María Vázquez Mourelle (gl) | PP    |
| Conseiller à l'Économie et à l'Industrie                                                 |           | Francisco José Conde López (es)                                                              | Sans  |
| Conseiller à la Culture, à l'Éducation et à l'Enseignement supérieur                     |           | Jesús Vázquez Abad (es)                                                                      | PP    |
| Conseillère à la Santé                                                                   |           | Rocío Mosquera Álvarez (gl)                                                                  | PP    |
| Conseillère au Travail et au Bien-être                                                   |           | Beatriz Mato Otero (gl)                                                                      | PP    |
| Conseillère au Monde rural et à la Mer                                                   |           | Rosa Quintana Carballo (es)                                                                  | PP    |

### Remaniement du10 février 2015
- Par rapport à la composition précédente, les nouveaux conseillers sont indiqués en gras, ceux ayant changé d'attributions le sont en italique.

| Fonction                                                                                 | Titulaire | Titulaire                         | Parti |
| ---------------------------------------------------------------------------------------- | --------- | --------------------------------- | ----- |
| Président de la Junte                                                                    |           | Alberto Núñez Feijóo              | PP    |
| Vice-président Conseiller à la Présidence, aux Administrations publiques et à la Justice |           | Alfonso Rueda Valenzuela          | PP    |
| Conseiller aux Finances                                                                  |           | Valeriano Martínez García (es)    | PP    |
| Conseillère à l'Environnement, au Territoire et aux Infrastructures                      |           | Ethel María Vázquez Mourelle (gl) | PP    |
| Conseiller à l'Économie et à l'Industrie                                                 |           | Francisco José Conde López (es)   | Sans  |
| Conseiller à la Culture, à l'Éducation et à l'Enseignement supérieur                     |           | Román Rodríguez González (gl)     | PP    |
| Conseillère à la Santé                                                                   |           | Rocío Mosquera Álvarez (gl)       | PP    |
| Conseillère au Travail et au Bien-être                                                   |           | Beatriz Mato Otero (gl)           | PP    |
| Conseillère au Monde rural et à la Mer                                                   |           | Rosa Quintana Carballo (es)       | PP    |

### Remaniement du5 octobre 2015
- Par rapport à la composition précédente, les nouveaux conseillers sont indiqués en gras, ceux ayant changé d'attributions le sont en italique.

| Fonction                                                                                 | Titulaire | Titulaire                         | Parti |
| ---------------------------------------------------------------------------------------- | --------- | --------------------------------- | ----- |
| Président de la Junte                                                                    |           | Alberto Núñez Feijóo              | PP    |
| Vice-président Conseiller à la Présidence, aux Administrations publiques et à la Justice |           | Alfonso Rueda Valenzuela          | PP    |
| Conseiller aux Finances                                                                  |           | Valeriano Martínez García (es)    | PP    |
| Conseillère à l'Environnement et à l'Aménagement du territoire                           |           | Beatriz Mato Otero (gl)           | PP    |
| Conseillère aux Infrastructures et au Logement                                           |           | Ethel María Vázquez Mourelle (gl) | PP    |
| Conseiller à l'Économie, à l'Emploi et à l'Industrie                                     |           | Francisco José Conde López (es)   | Sans  |
| Conseiller à la Culture, à l'Éducation et à l'Enseignement supérieur                     |           | Román Rodríguez González (gl)     | PP    |
| Conseiller à la Santé                                                                    |           | Jesús Vázquez Almuíña (gl)        | PP    |
| Conseiller à la Politique sociale                                                        |           | José Manuel Rey Varela (es)       | PP    |
| Conseillère au Monde rural                                                               |           | Ángeles Vázquez Mejuto (es)       | PP    |
| Conseillère à la Mer                                                                     |           | Rosa Quintana Carballo (es)       | PP    |